# Cladoraphis
Cladoraphis là một chi thực vật có hoa trong họ Hòa thảo (Poaceae).

## Loài
Chi Cladoraphis gồm các loài: